# 鮎川浩
鮎川 浩 （あゆかわ ひろし、1924年1月9日 - 没年不詳）は、日本の俳優。本名・熊木 中庸（くまき ちゅうよう）。
東京府東京市（現：東京都）出身。三木事務所、エヌ・エー・シーに所属していた。

## 人物
旧制海城中学校（現・海城高等学校）卒。明治大学中退。
逓信省に勤務を経て、新東宝に入社。1949年の『流星』がデビュー作。

## 主な出演

### 映画
- 流星（1949年、新東宝）
- 高原の駅よさようなら（1951年、新東宝）
- 潜水艦ろ号 未だ浮上せず（1954年、新東宝） - 酒井烹炊兵
- 憲兵とバラバラ死美人（1957年、新東宝） - 東京憲兵隊伍長 高山忠吉
- 明治天皇と日露大戦争（1957年、新東宝） - 内田清一軍曹
- 女吸血鬼（1959年、新東宝） - 谷川
- ルパン三世 念力珍作戦（1974年、東宝） - 護送車の警官※ノンクレジット
- 東京夜曲（1997年）

### テレビドラマ
- 白と黒（1962年、NET） - 須藤達雄
- 特別機動捜査隊（NET / 東映）
  - 第28話「あるドン・ファンの死」（1962年）
  - 第48話「ダイナマイト」（1962年）
  - 第106話「欲の決算」（1963年）
  - 第123話「夜の女」（1964年）
  - 第152話「団地夫人」（1964年）
  - 第214話「残された女」（1965年）
  - 第263話「霧笛の港」（1966年）
  - 第285話「拾った女」（1967年） - 近藤
  - 第319話「おんなのブルース」（1967年） - 豊田
  - 第340話「霧のような女」（1968年） - 田代
  - 第368話「武蔵野心中」（1968年） - 森村
  - 第387話「神への道」（1969年） - 中切
  - 第401話「めぐり逢い」（1969年） - 三宅
  - 第412話「凍った蒸発」（1969年） - 竹村
  - 第432話「コタンの女」（1970年） - 広沢
  - 第613話「爆弾時代」（1972年） - 津村
  - 第533話「二十七年目の女」（1972年） - 藤村
  - 第587話「雑草のような女」（1973年） - 佐伯
  - 第613話「転落の愛」（1973年） - 店主
  - 第633話「サソリ座の女」（1973年） - おやじ
  - 第656話 「熱風への復讐」（1974年）- 水戸
  - 第664話 「女の罠」（1974年）- 水戸
  - 第685話「暗黒街ひとりぼっち」（1974年) - 掛下
  - 第791話「女を泣かすな」（1977年) - 老守衛
  - 第797話「わが青春の輝ける日」（1977年） - 寺田厚
- 虹の設計（1964年 - 1966年）
- 青年同心隊 第2話「同心隊とび出す」（1964年、TBS）- 海産問屋の手代
- くらやみ五段（1965年、NET / 東映）- 地利塚
- アタック拳（1966 - 1967年、NET / 東映）- しゃあないのとん平
- とし子さん 第13話 「いなかものの栄光」（1966年、TBS / 国際放映）- マーケット宣伝員
- 快獣ブースカ（1967年、NTV / 円谷プロ）
  - 第9話「ブースカの大冒険」 - 神奈川県警巡査
  - 第44話「チビッコ台風」 - タツオの父
- 風 第26話「無法の宿場」（1968年）
- 鬼平犯科帳
  - 鬼平犯科帳'69
    - 第16話「駿州宇津谷峠」 - 音五郎
    - 第50話「かまいたち」（1970年、NET / 東宝） - 松造

  - 鬼平犯科帳'71 第1話「剣客」 - 殿見の市兵衛
- 三匹の侍（CX）
  - 第5シリーズ 第16話「大当り百番富」（1968年） - 藤吉
  - 第6シリーズ 第14話「俺は抜かない」（1969年） - ヤクザ
- 怪奇大作戦 第1話「壁ぬけ男」（1968年、TBS / 円谷プロ） - 警視庁巡査
- 用心棒シリーズ 俺は用心棒 第9話「折れた剣」（1969年、NET / 東映） - 森川平馬
- 素浪人 花山大吉（NET / 東映）
  - 第21話「自分の首を絞めていた」（1969年） - 旅籠・笹屋の主人
  - 第45話「鼻をつまんで名乗っていた」（1969年） - 峠茶屋のおやじ
  - 第78話「二人揃って足出した」（1970年）- 居酒屋・福の家の主人
- 大岡越前（TBS / C.A.L）
  - 第1部 第11話「呑舟先生はどこだ」（1970年5月25日）
  - 第2部 第8話「罠」（1971年7月5日） - 岩吉
  - 第3部 第15話「天狗の眠り」（1972年9月18日） - 粂八
  - 第4部 第14話「巷談 縛られ地蔵」（1975年1月6日） - 権次
  - 第5部（1978年）
    - 第7話「かけた情けに怨みの十手」 - 儀十
    - 第8話「手鎖り御用旅」 - 金三
- ゴールドアイ 第22話「地下大金庫潜入」（1970年、NTV / 東映）
- プレイガール 第41話「早く彼女にタオルをあげて」（1970年、東京12CH / 東映）- 化粧品セールスマン
- 日本怪談劇場 第8話「怪談 首斬り浅右ヱ門」（1970年、12ch） - 弥助
- 大忠臣蔵（1971年、NET） - 門番
- 遠山の金さん捕物帳（NET / 東映）
  - 第26話「桜を散らした女」（1971年） - 佐助
  - 第30話「掟が恋した女」（1971年） - 霞の吉次
  - 第44話「地獄から来た女」（1971年） - 兵助
  - 第60話「わらべ唄に狂う女」（1971年） - 徳の市
  - 第98話「奉行を子分にした男」（1972年） - 留吉
  - 第132話「白州で歌った男」（1973年） - 藤兵衛
- 清水次郎長 第4話「赤城の山と富士の山」（1971年、CX /  東映・タケワキプロ） - 弥平
- 人形佐七捕物帳 第15話「血染めの似顔絵」（1971年、NET / 東宝） - 櫻川鳶平
- ケンちゃんシリーズ（TBS / 国際放映）
  - ケンちゃんトコちゃん 第50話「パパわかってヨ」（1971年）-ゴローの父親
  - すし屋のケンちゃん（1971 - 1972年）
- 一心太助 (テレビドラマ)（1971年、CX）
- 軍兵衛目安箱 第17話「井戸の中の顔」（1971年、NET / 東映） - 内藤伴内
- 火曜日の女シリーズ「幻の女」（1971年、NTV）
- 帰ってきたウルトラマン 第50話「地獄からの誘い」（1972年、TBS / 円谷プロ） - 日本地質研究所員
- 荒野の素浪人 第31話「爆破 十一人の決死隊」（1972年、NET / 三船プロ） - 伊佐治
- 怪談 第1話「四谷怪談」（1972年、NET）- 茂助
- 恐怖劇場アンバランス 第5話「死骸（しかばね）を呼ぶ女」（1973年、CX） - ヒゲ安
- 太陽にほえろ! （NTV / 東宝）
  - 第57話「蒸発」（1973年） - 情報屋
  - 第115話「一枚の名刺」（1974年） - 与田分章二
  - 第364話「スニーカー刑事登場!」（1979年） - 麻薬の売人
  - 第390話「二十歳の殺人」（1980年） - 平田の電話友達
- へんしん!ポンポコ玉（1973年、TBS / 国際放映） - 鵜之目トビ夫
- サスペンスシリーズ 人妻恐怖・地獄道路 （1973年、MBS / 東映） - 農夫
- 水滸伝（1973年 - 1974年）
- 伝七捕物帳 （NTV / ユニオン映画）
  - 第18話「紫房に散った闇奉行」 （1974年）
  - 第82話「恋のいろはを教えます」（1975年） - 千造
  - 第141話「懺悔に咲いた父娘舟」 （1977年）- 市造
- イナズマンF 第12話「幻影都市デスパー・シティ」（1974年、NET / 東映）- 啓介老人
- 水戸黄門（TBS / C.A.L）
  - 第2部 第31話「家宝奪還作戦 -柳河-」（1971年4月26日） - すいびらの平次
  - 第5部 第19話「親恋し娘巡礼 -今治-」（1974年8月12日） - 武太六
  - 第6部 第4話「わしは天下の大泥棒 -八代-」（1975年4月21日） - かげらう小伝次
  - 第7部 第22話「つけ馬連れた若旦那 -新潟-」（1976年10月18日） - 伊八
  - 第8部 第22話「海鳴り龍王岬 -高知-」（1977年12月12日） - 仙太郎
  - 第10部
    - 第8話「関所の沙汰は銭次第 -新居-」（1979年10月1日） - 権蔵
    - 第23話「めざす敵はお殿様 -高遠-」（1980年1月21日） - 仙八

  - 第20部 第19話「姫様騙って悪退治 -長崎-」（1991年3月18日） - 伊三次
- 大江戸捜査網（12ch / 三船プロ）
  - 第6話「火の海からの脱出」（1970年）
  - 第125話「仇討ち無情」（1974年） - 独楽師の親方
  - 第134話「夢に賭けた大泥棒」（1974年） - 留造
  - 第171話「対決 非情の十手」（1974年） - 猪之吉
  - 第278話「影なき殺人者の謎」（1977年） - 常吉
  - 第387話「白頭巾参上辻斬り大追跡」（1979年）
- ご存知遠山の金さん 第33話「殴られた娘」（1974年、NET / 東映）
- 十手無用 九丁堀事件帖 （1976年、NTV / 東映）
  - 第22話「江戸の町から魚が消えた!」
  - 第26話「 九丁堀ニセ者大作戦 」
- 円盤戦争バンキッド 第10話「にせものは誰だ! 」（1976年、NTV / 東宝） - 老ブキミ星人
- 非情のライセンス 第109話「被写体」（1976年、NET / 東映）- 武井進
- 遠山の金さん 杉良太郎版 第98話「金のなる木を持つ稼業」(1977年、ANB / 東映)  - 弥吉
- 快傑ズバット 第26話「許せ! 我が子よ」（1977年、12ch / 東映）- ドクウッディ
- ロボット110番 第24話「ガリ勉マシン大きらい」（1977年、ANB / 東映）
- 東芝日曜劇場（TBS）
  - 白い闇（1977年）
  - 松本清張おんなシリーズ7・指（1979年）
- 特捜最前線（ANB / 東映）
  - 第27話「跳弾 その愛のゆくえ」（1977年）
  - 第83話「凶悪のラブハンター!」（1978年）
  - 第90話「ジングルベルと銃声の街!」（1978年）
- お昼のテレビ小説 / 華うるし（1977年）
- 達磨大助事件帳 第16話「あに・いもうと」（1978年、ANB / 前進座 / 国際放映） - 幸助
- 西遊記（第1シリーズ） 第1話「石猿誕生す」（1978年、CX）
- 夜歩く（1978年、MBS / 東宝）- 巡査
- Gメン'75（TBS / 東映）
  - 第92話「女の留置場」（1977年）
  - 第166話「女医の告白」（1978年） - 亀田勘三郎
  - 第190話「真犯人はこうして作られる」（1979年） - 金森千代松
  - 第193話「網走刑務所吹雪の大脱走」（1979年） - 脱獄囚（通称錠前屋）
  - 第217話「3時間30分銀行支店長夫婦の秘密」（1979年） - ポンコツ屋の親父
  - 第229話「暴走トラック殺人チーム」（1979年） - カヨの父親
  - 第239話「親を撃ち殺す子供たち」（1979年） - 自動車修理工場社長
  - 第258話「大空港の逃亡者」（1980年）
  - 第262話「真夜中の偽装殺人」（1980年） - 金子乙吉
  - 第310話「バスルーム切り裂き魔」（1981年） - カフェマスター
  - 第327話「マイホーム親と子の殺し合い事件」（1981年） - 魚住岩男
- 江戸の渦潮 第12話「お夏がひとり旅立つとき」（1978年、CX / 東宝） - 瓦版屋
- 同心部屋御用帳 江戸の旋風IV 第19話「純情わらじばき」（1979年、CX / 東宝） - 亀助
- 俺たちは天使だ! 第20話「運が悪けりゃ別れも愉し」（1979年、NTV / 東宝）- 管理人
- 今日は踊って

その他

### バラエティー番組
- ラッキーすごろく（NET）

### 吹き替え
- 荒馬と女（グイド〈イーライ・ウォラック〉）※NETテレビ版

## 家族
- 秩父照子（姉）
- 代々木明子（妹）
- 雪丘恵介（義兄）